# La Petite Illustration
La Petite Illustration est une revue hebdomadaire française qui avait pour but de publier des romans inédits ou des pièces de théâtre jouées à Paris, au début du XXe siècle. Elle était alors vendue en même temps que le magazine L'Illustration.
Elle remplace une série numérotée intitulée " L'Illustration théâtrale ", publiée de 1904 à 1913.

## Parution
Parue pour la première fois en mars 1913, elle contenait alors une trentaine de pages sur la première partie des Anges Gardiens de Marcel Prévost.
Après un arrêt de production pendant la Première Guerre mondiale, la revue est republiée à partir de mars 1919. Elle finira par cesser de paraître en août 1939.
On retrouvait dans la revue des romans, des pièces de théâtre mais aussi des poèmes.

### Première série (1913-1914)
La Petite Illustration (roman) est publiée du 1er mars 1913 (no 1, Les Anges Gardiens/Marcel Prévost) au 25 juillet 1914 (no 31, Un remous/Michel Corday).
La Petite Illustration (théâtre) est publiée du 8 mars 1913 (no 1, Alsace/Gaston Leroux) au 1er août 1914 (no 43, La dame de chez Maxim/Georges Feydeau).

### Deuxième série (1919-1939)
La nouvelle série de La Petite Illustration (théâtre) est publiée du 1er mars 1919 (no 1, Pasteur/Sacha Guitry) au 26 août 1939 (no 465, Ondine/Jean Giraudoux).
La nouvelle série de La Petite Illustration (roman) est publiée du 12 mars 1921 (no 1, La Chair et l'Esprit/Henry Bordeaux) au 2 septembre 1939 (no 443, La nuit magique/René Jouglet).

## Œuvres publiées
- Les Anges gardiens, Marcel Prévost, La Petite Illustration, n° 1. Série Roman, n° 1, 1er mars 1913
- Alsace, Gaston Leroux / Lucien Camille, La Petite Illustration, n° 2. Série Théâtre, n° 1, 8 mars 1913
- Le Mannequin, Paul Gavault, avril 1914
- Jacqueline, Sacha Guitry, janvier 1922
- Un sujet de roman, Sacha Guitry février 1923 (numéro 133)
- La galerie des glaces, Henry Berstein, mars 1925 (numéro 138)
- La Fille d'affaires, J.-H. Rosny (aîné), 1925
- L'Étreinte du passé, Mathilde Alanic, novembre 1926
- Le Gentleman de l'Ohio, George Kaufman, septembre 1927
- Metropolis, mars 1928. Collection des études cinématographiques, 11. Analyse du film de Frtiz Lang par Robert de Beauplan.
- Le Dieu noir, Isabelle Sandy, mai et juin 1929
- Pages inconnues, Alphonse Daudet, mars 1930
- Tuilette, Henry Bordeaux, mai 1930
- La Prof' d'anglais, Régis Gignoux, octobre 1930
- BOËN, Jules Romains, octobre 1931 (numéro 284)
- Les Jeux du mensonge, André Lamandé, février 1933
- Baisers perdus, juillet 1933
- L'Affaire du cornette Elaguine, Ivan Bounine, mars 1934
- Les Printemps sous l'orage, André Corthis, avril 1934
- Sa destinée, Gaston Chérau, août 1934
- Avant l'oubli, Henri Lavedan, septembre 1934
- La Vie secrète de Géraldine Deguilh, Valentine d'Entrevaux, novembre 1934
- Le Discours des prix, Jean Sarment, décembre 1934
- Tovartich, Jacques Deval, décembre 1934
- La Vraie Carmen, par Cora Laparcerie, octobre 1935
- Vive le Roi, Louis Verneuil, janvier 1936
- La Grande Fable de Jean de la Fontaine, Jacques des Gachons, août 1936